# گووم‌اوزو (گوموش‌حاجی‌کوی)
گووم‌اوزو (به ترکی استانبولی: Güvemözü) یک منطقهٔ مسکونی در ترکیه است که در گوموش‌حاجی‌کوی واقع شده‌است.